# Campionato italiano di hockey su ghiaccio 1930
Il campionato italiano di hockey su ghiaccio 1930 fu di fatto la vera e propria prima edizione del campionato italiano di hockey su ghiaccio, dato che le sfide degli anni precedenti (peraltro interrotte per due anni) non erano altro che match disputati per la conquista della coppa Cinzano, messa in palio dall'omonima casa vinicola. Solo nella precedente edizione del torneo infatti, con una manovra retroattiva, la conquista della coppa Cinzano venne fatta valere come titolo nazionale.
Questa 4ª edizione del massimo campionato nazionale si disputò in due distinte fasi, fra il 25 gennaio ed il 9 febbraio 1930, nelle piste di Collalbo, sede dei gironi preliminari, e di Cortina d'Ampezzo, sede della finale. Per la prima volta fu necessario disputare un torneo eliminatorio, essendosi presentate al via sette formazioni. Le due squadre vincitrici dei gironi si sarebbero affrontate per scegliere la sfidante dell'HC Milano campione in carica.

## Formazioni
Le squadre che presero parte al campionato furono sette, provenienti da Piemonte, Lombardia, Trentino-Alto Adige e Veneto:
- GS Dolomiti Cortina Hockey
- HC Milano
- HC Milano II
- Ortisei
- SC Renon
- Valentino Torino
- S.P. Varese

## Fase preliminare

### Girone A
|  |    | Girone A         | Pt | G | V | P | GF | GS |
|  | -- | ---------------- | -- | - | - | - | -- | -- |
|  | 1. | HC Milano II     | 4  | 2 | 2 | 0 | 9  | 0  |
|  | 2. | Ortisei          | 2  | 2 | 1 | 1 | 2  | 4  |
|  | 3. | Valentino Torino | 0  | 2 | 0 | 2 | 0  | 7  |

#### Partite
|           | Partita |                  |
| --------- | ------- | ---------------- |
| Milano II | 5-0     | Valentino Torino |
| Milano II | 4-0     | Ortisei          |
| Ortisei   | 2-0     | Valentino Torino |

L'HC Milano II si qualifica allo spareggio per la finale.

### Girone B
|  |    | Girone A                   | Pt | G | V | P | GF | GS |
|  | -- | -------------------------- | -- | - | - | - | -- | -- |
|  | 1. | GS Dolomiti Cortina Hockey | 4  | 2 | 2 | 0 | 17 | 1  |
|  | 2. | SC Renon                   | 2  | 2 | 1 | 1 | 5  | 5  |
|  | 3. | S.P. Varese                | 0  | 2 | 0 | 2 | 1  | 17 |

#### Partite
|         | Partita |        |
| ------- | ------- | ------ |
| Cortina | 13-0    | Varese |
| Cortina | 4-1     | Renon  |
| Renon   | 4-1     | Varese |

Il GS Dolomiti Cortina Hockey si qualifica allo spareggio per la finale.

### Spareggio
| Collalbo | HC Milano II | 0 – 2 | GS Dolomiti Cortina Hockey | Palazzo del ghiaccio |

Il GS Dolomiti Cortina Hockey si qualifica alla finale per lo scudetto.

## Finale
La formazione campione in carica sconfisse i padroni di casa per 3-0, conquistando così per la quarta volta consecutiva il campionato nazionale.

### Referto
| Arbitro: | Gianmario Baroni |

|                                                                    |           |  |
| Decio Trovati 25:00 Francesco Roncarelli 34:00 Guido Botturi 34:30 | Marcatori |  |

## Formazione vincitrice
| HC Milano 4º titolo | Gianmario Baroni, Guido Botturi, Alberto De Bernardi, Tino De Mazzeri, Augusto Gerosa, Ernesto Iscaki, Camillo Mussi, Francesco Roncarelli, Decio Trovati, Enrico Calcaterra. |